# 扎帕德内
49°49′17″N 37°36′52″E / 49.82139°N 37.61444°E
扎帕德內（烏克蘭語：Западне）是位於烏克蘭東部的村莊，由哈爾科夫州庫皮揚斯克區的德沃里奇纳市镇負責管轄。該村始建於1902年，面積0.91平方公里，海拔高度137米，2001年人口350，人口密度每平方公里384.6人。